# Place Théodore-Chassériau
La place Théodore-Chassériau est une voie située dans le 8e arrondissement de Paris, en France.

## Situation et accès
La place Théodore Chassériau est bordée par la rue de Courcelles, la rue de la Baume, l'avenue Myron-Herrick et l'arrière de l'église Saint-Philippe-du-Roule.

## Origine du nom
Cette place a été attribuée en hommage au peintre romantique Théodore Chassériau (1819-1856), natif de l'île de Saint-Domingue et qui vécut à Paris dans le quartier de la Nouvelle Athènes. Son emplacement est d'autant plus symbolique qu'elle jouxte l'église Saint-Philippe-du-Roule, dont l'abside a été décorée par Théodore Chassériau. Ce chantier, que l’État lui confia en 1852, fut le dernier de sa courte vie. La Descente de croix peinte sur le cul-de-four de l'abside fut fatale à la santé déjà fragile de cet artiste, dont on trouve les œuvres de grands musées.

## Historique

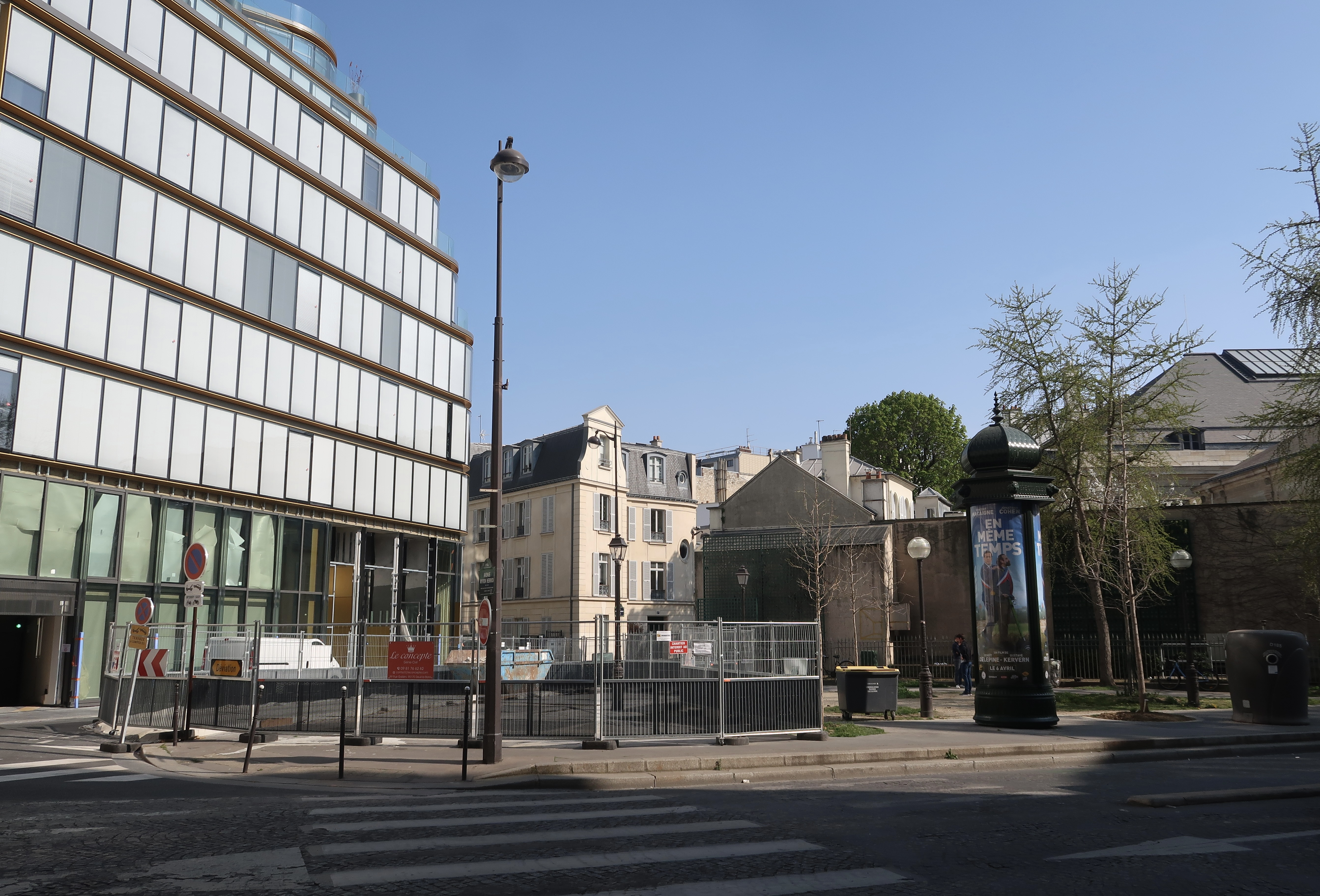
Vue sous un autre angle.

Le Conseil de Paris a voté à l'unanimité le 9 mars 2021, la décision de donner le nom de Théodore Chassériau à la place qui jouxte l'église Saint-Philippe-du-Roule. La mairie de Paris, la mairie du 8e arrondissement de Paris, la Société des Amis de Chassériau et Louis-Antoine Prat ont soutenu activement cette initiative.